# Javier Colina
Javier Colina (Pamplona, 2 de diciembre de 1960) es un contrabajista  de jazz y flamenco.

## Biografía y trayectoria
Nacido en Pamplona en 1960, Javier Colina se inició de forma autodidacta en el contrabajo, tras haber estudiado piano.  A principios de los 90, comienza a destacar como contrabajista en distintos proyectos del llamado Jazz flamenco y como sideman de prestigio. Con el baterista Guillermo McGuill forma el trío del pianista gaditano Chano Domínguez, con el que Colina participa en numerosos festivales de jazz y aparece en el documental Calle 54 de Fernando Trueba. 
Desde entonces, Colina desarrolla una activitat constante, trabajando con importantes figuras del jazz (George Cables, Hank Jones, Barry Harris, John Hicks, Loui Bellson, Gary Bartz, Jimmy Owens, Frank Lacy, Idris Muhammad, George Benson, Dizzy Gillespie, Houston Person, Tete Montoliú, Marc Miralta o Perico Sambeat), del flamenco (Tomatito, Joaquín Cortés, Diego "El Cigala", Ketama, Radio Tarifa, "El Bola", Carmen Linares, Dieguito o Enrique Morente), del pop (Miguel Bosé, Juan Perro, Martirio), Silvia Pérez Cruz y con otras figuras como Toumani Diabaté, la Fort Apache Band del trompetista y percusionista neoyorquino Jerry González, Javier Paxariño, Carlos Núñez, Pancho Amat o Compay Segundo. 
Colabora con Juan Perro en la gira "Flamenca" y en la grabación del disco "Raíces al viento". Después, emprende, junto al pianista Bebo Valdés y a Diego "El Cigala" el proyecto "Lágrimas negras", producido por Fernando Trueba, con el que llega a actuar durante una semana en el legendario club neoyorquino Village Vanguard, actuaciones posteriormente registradas y publicadas. En 2007 lanza al mercado su primer y hasta el momento único disco en solitario, en formación de septeto y con el título "Si te contara". En 2011 y junto a la voz de Silvia Pérez Cruz edita "En la imaginación" con boleros cubanos. También en 2011 aparece en el documental "Jazz en España" de la productora "14 pies" para la cadena de televisión Canal de Historia.

## Valoración
Javier Colina es un referente del contrabajo en España y en toda Europa. Habiendo heredado el dinamismo expresivo de Bill Evans, Javier Colina es un músico de enorme versatilidad. Se expresa con soltura en idiomas tan diversos como el jazz, la música latina, el pop y, sobre todo, el flamenco, estilo en el que ha sido pionero en el uso del contrabajo y en el que, junto a Carles Benavent es uno de sus máximos exponentes actuales.

## Discografía

### En solitario
- 1997 - "Si te contara", con Javier Colina (b), Pancho Amat (tres cubano), Perico Sambeat (s), Emilito del Monte (timb.), Joaquín Oliveros (fl), Julito Padrón (tp), Gilberto Noriega “Totó” (perc.), Dayron Ortega (g), William Borrego (voc), Juan Cortés “Duquende” (voc), Santiago Auserón (voc), Osdalgia (voc.), Arístides Soto “Tata Güines” (perc.), José Luis Quintana “Changuito” (timb.)

### Con otros artistas
- Agustín Carbonell - Vuelo Flamenco
- Bebo Valdés y Diego El Cigala - Lágrimas Negras
- Carlos Núñez - A irmandade das estrelas
- Carmen Linares - Canciones Populares Antiguas
- Chano Domínguez - Hecho a Mano
- Chano Domínguez - Imán
- Compay Segundo - Yo Vengo Aquí
- Cómplices - Cousas de Meigas
- Javier Paxariño - Perihelión
- Jeff Jerolamon - Introducing Jeff Jerolamon
- Jorge Pardo - 10 de Paco
- José del Cura - Boleros
- Juan Perro - Raíces Al Viento
- Luis Eduardo Aute - Alevosía
- Marcelino Guerra - Rapindey
- Martirio - Mucho Corazón
- Martirio - Flor de Piel
- Miguel Bosé - Once Maneras de Ponerse Un Sombrero
- Radio Tarifa - Temporal
- Silvia Pérez Cruz - En la imaginación
- Songhai - Songhai 2
- Tomatito - Paseo de los Castanos
- Toumani Diabaté - Djelika
- V.A. - Serrat eres único
- V.A. - Calle 54

Está revisado 2020?
Discos como leader o colider
Es el único español que ha grabado en el mítico templo del jazz de Nueva York el club Vilage Vanguard un disco con su nombre, compartido.